# 管萼野丁香
管萼野丁香（学名：Leptodermis tubicalyx），为茜草科野丁香属下的一个植物种。